# Africa Express (1975)
Africa Express ist eine italienisch-deutsche Abenteuer-Filmkomödie aus dem Jahr 1975 mit Giuliano Gemma und Ursula Andress in den Hauptrollen. Regie führte Michele Lupo, der vor allem als Regisseur von Bud-Spencer-Filmen bekannt ist.

## Handlung
John Baxter lebt in Afrika, wo er mit einem alten Lastwagen Post ausfährt und die Versorgung der Bevölkerung mit Waren des täglichen Bedarfs übernimmt. Er möchte damit genug Geld verdienen, um eines Tages eine Tankstelle in Detroit übernehmen zu können. Begleitet wird Baxter von seinem Haustier, der Schimpansin Biba. Da er Banken nicht traut, vertraut er sein Geld dem Priester Gasparetto an, der in der Gegend eine Missionsstation leitet.
Eines Tages begegnet ihm eine junge Frau, die sich als Nonne Schwester Magdalena ausgibt, in Wirklichkeit jedoch Madeleine Cooper heißt und auf der Suche nach einem ehemaligen Doppelagenten ist, der nach Afrika geflüchtet ist und dort unter dem falschen Namen Robert Preston lebt. Baxter hilft ihr, weil er zum einen in sie verliebt ist, zum anderen Preston selbst auch nicht ausstehen kann. Weitere Unterstützung erhalten die beiden von Biba, Gasparetto und einem Eingeborenenstamm, der zu Baxters Kunden gehört. Gemeinsam können sie Preston dingfest machen.
Madeleine verschafft Baxter eine Stelle beim Geheimdienst, die dieser jedoch ablehnt. Er möchte lieber ein ruhigeres, ungefährlicheres Leben führen, obwohl das die Trennung von Madeleine bedeutet. Baxter kehrt zu Gasparetto zurück, muss jedoch feststellen, dass der Priester, der ihn für tot gehalten hat, das Geld für den Bau eines Krankenhauses verwendet hat.

## Deutsche Synchronfassung
Von dem Film existiert eine deutsche Synchronfassung, an der unter anderem Arnold Marquis als Sprecher von Jack Palance beteiligt ist. Gasparetto wird in der deutschen Version zum bayerischen Priester Kaspar.

## Kritiken
Das Lexikon des internationalen Films bezeichnete Africa Express als naiven Abenteuerfilm mit dümmlicher Verzeichnung christlicher Missionsarbeit. Laut der Zeitschrift Cinema handelt es sich um eine schwache Kopie amerikanischer Vorbilder wie African Queen und Ein Fressen für die Geier. „Es reicht aber nur zur lauen Actionposse.“

## Fortsetzung
Unter dem Titel Safari Express erschien 1976 eine Fortsetzung, ebenfalls mit Gemma und Andress in den Hauptrollen sowie Maffioli als Gasparetto.